# 中美掩星計畫
中美掩星計畫（TAOS: The Taiwanese-American Occultation Survey），是一個對外太陽系的自動巡天系統。該計畫使用四個口徑50公分的望遠鏡組成陣列觀測掩星天象。海王星外天體大多因為過小而難以直接觀測到；繞射則決定了掩星觀測時所能觀測到最小天體。臺美掩星計畫預期能發現直徑500公尺以上的古柏帶天體。
該計畫四個望遠鏡目前都設置於台灣玉山國家公園鹿林前山的鹿林天文台。
中美掩星計畫參與研究單位有台灣中央研究院天文及天文物理研究所、國立中央大學天文研究所、美國哈佛-史密松天體物理中心、勞倫斯利福摩爾國家實驗室地球物理與行星物理研究所、韓國延世大學天文研究所。

## 後繼計畫
中央研究院與美國史密松天体物理台、墨西哥国立自治大学進行「海王星外自動掩星普查計畫」（Transneptunian Automated Occultation Survey，TAOS-2），將在墨西哥建立三座口徑1.3米望遠鏡，預計於2016年啟用 。

## 外部連結
- the TAOS project（页面存档备份，存于）
- 中美掩星計畫 (TAOS)，國立中央大學天文研究所
- Kuiper Belt, University of Hawaii（页面存档备份，存于）
- List of Transneptunian Objects（页面存档备份，存于）
- Centaurs and Scattered-Disk Objects in IAU（页面存档备份，存于）
- MPC (Minor Planet Center)（页面存档备份，存于）
- Robotic Optical Transient Search Experiment（页面存档备份，存于）
- 中央氣象局（页面存档备份，存于）
- The Kuiper Belt Electronic Newsletter（页面存档备份，存于）
- 中美彗星掩星計畫（页面存档备份，存于）